# Nick Fry
Nicholas Richard "Nick" Fry, född 29 juni 1956, är en brittisk företagsledare som var VD för Formel 1-stallen British American Racing (BAR), Honda F1, Brawn GP och Mercedes Grand Prix.
Han avlade en examen i nationalekonomi vid University of Wales. Efter studierna började han 1977 arbeta för Ford Motor Company och senare skede även i Fords Aston Martin. År 2001 blev Fry rekryterad av David Richards för att arbeta för Prodrive. Inom ett år utsågs han till VD för BAR och fortsatte vara det när BAR blev Honda F1. I slutet av 2008 beslutade Honda att lämna F1 och sålde stallet till Fry och Ross Brawn. Fry fortsatte på ledande position för det nya stallet som blev Brawn GP och som vann både konstruktörs- och förarmästerskapen efterföljande år. I november 2009 köpte Mercedes och Aabar Investments 75,1% av stallet från Fry och Brawn och Brawn GP blev Mercedes Grand Prix. Fry fortsatte vara VD för Mercedes F1-stall. I februari 2011 sålde Fry och Brawn alla kvarvarande aktier i stallet till Mercedes ägare Daimler AG och Aabar. År 2013 lämnade han Mercedes och blev ersatt av Toto Wolff. I februari 2018 meddelade e-sportorganisationen Fnatic att de hade utsett Fry till att vara kommersiell strategichef medan i november 2020 blev han också delägare i Fnatic. Sedan oktober 2021 är han styrelseordförande för McLaren Applied (tidigare en del av McLaren Group).